# Dandagaun (Khotang)
Dandagaun (nep. डाँडागाउँ) – gaun wikas samiti we wschodniej części Nepalu w strefie Sagarmatha w dystrykcie Khotang. Według nepalskiego spisu powszechnego z 2001 roku liczył on 572 gospodarstw domowych i 2996 mieszkańców (1544 kobiet i 1452 mężczyzn).